# Шовковична, 10
Житловий будинок працівників Ради народних комісарів УРСР — номенклатурна будівля, спроєктована харківськими архітекторами на чолі із Сергієм Григор'євим. Розташований на Шовковичній вулиці, 10, що на Липках у Києві.
За визначенням дослідників, будинок — яскравий зразок архітектури 1930-х років. Рішеннями виконавчого комітету Київської міськради народних депутатів № 49 від 21 січня 1986 року, № 159 від 27 січня 1970 і № 840 від 21 серпня 1975 будівля внесена до реєстру пам'яток архітектури та історії місцевого значення (охоронний номер 159).

## Будівництво і використання будівлі
Після перенесення в 1934 році столиці України з Харкова до Києва виникла нагальна потреба в забезпеченні республіканського партійного і радянського керівництва житлом.
Тоді ж Інженерно-будівельний відділ керування справами Ради народних комісарів УСРР запланував зведення 5 будинків на 192 квартири для радянських високопосадовців, зокрема будинки № 16 і № 20/8 на Інститутській вулиці, № 21 на Шовковичній, а також будинок № 5 на Терещенківській. Над проєктуванням працювала бригада харківських архітекторів на чолі із Сергієм Григор'євим (1896—1975).
Будівництво завершили до 1935 року, принаймні, вже тоді у квартиру № 27 на другому поверсі вселився кінорежисер Олександр Довженко (1894—1956). Тут він прожив до початку Німецько-радянської війни у 1941 році.
Окрім Довженка у будинку мешкали також інші обласкані радянською владою культурні діячі. У 1957—1972 роках у п'ятикімнатній квартирі № 28 мешкав драматург, голова Спілки письменників України Олександр Корнійчук (1905—1972). До 1964 року разом із ним жила його дружина письменниця Ванда Василевська (1905—1964).
Чотирикімнатну квартиру № 7 займав графік, художник Олександр Пащенко.

## Архітектура
Цегляна, тинькована, чотирисекційна, прямокутна у плані будівля має чотири поверхи, льохи. У будинку розплановані комфортні три- і чотирикімнатні квартири, а також парадні та чорні сходи, які розташовані на одній поперечній осі. У санвузлах денне освітлення.
Будівля є зразком перехідної доби радянської архітектури від конструктивізму до неокласицизму. Композиція будинку симетрична. Центральна частина фасаду фланкована ризалітами сходових кліток. Ризаліти бічних частин вирішені менш монументально. На центральній осі на рівні другого — четвертого поверху розташований циліндричний еркер. Його форму повторює балкон на другому поверсі. Ця частина перегукується з крилом сусіднього будинку № 8/20 уздовж Шовковичної вулиці, спроєктованого також Сергієм Григор'євим.
Пластика чолового фасаду побудована на ритмі вертикально розташованих вікон. Міжвіконня оздоблено вставками із рослинним орнаментом, виконаними у високому рельєфі. Під вікнами другого поверху декоративний елемент у вигляді балюстради.
Дворовий фасад формують лізени, між якими вміщено різні за шириною вікна

## Ілюстрації

Лівий фланг
Центральна частина з еркером і ризалітами
Правий фланг

Декор
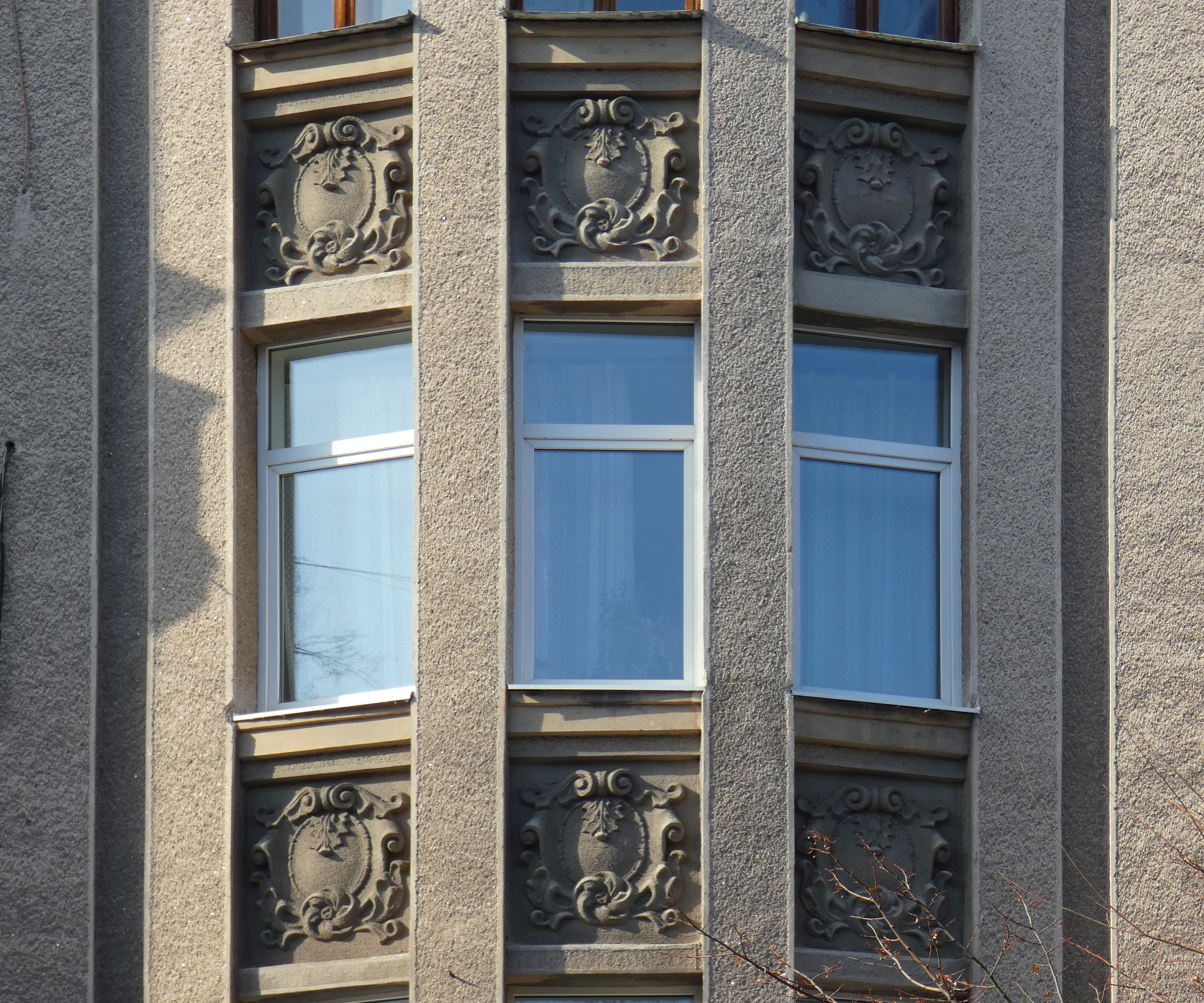
Орнамент на будівлі
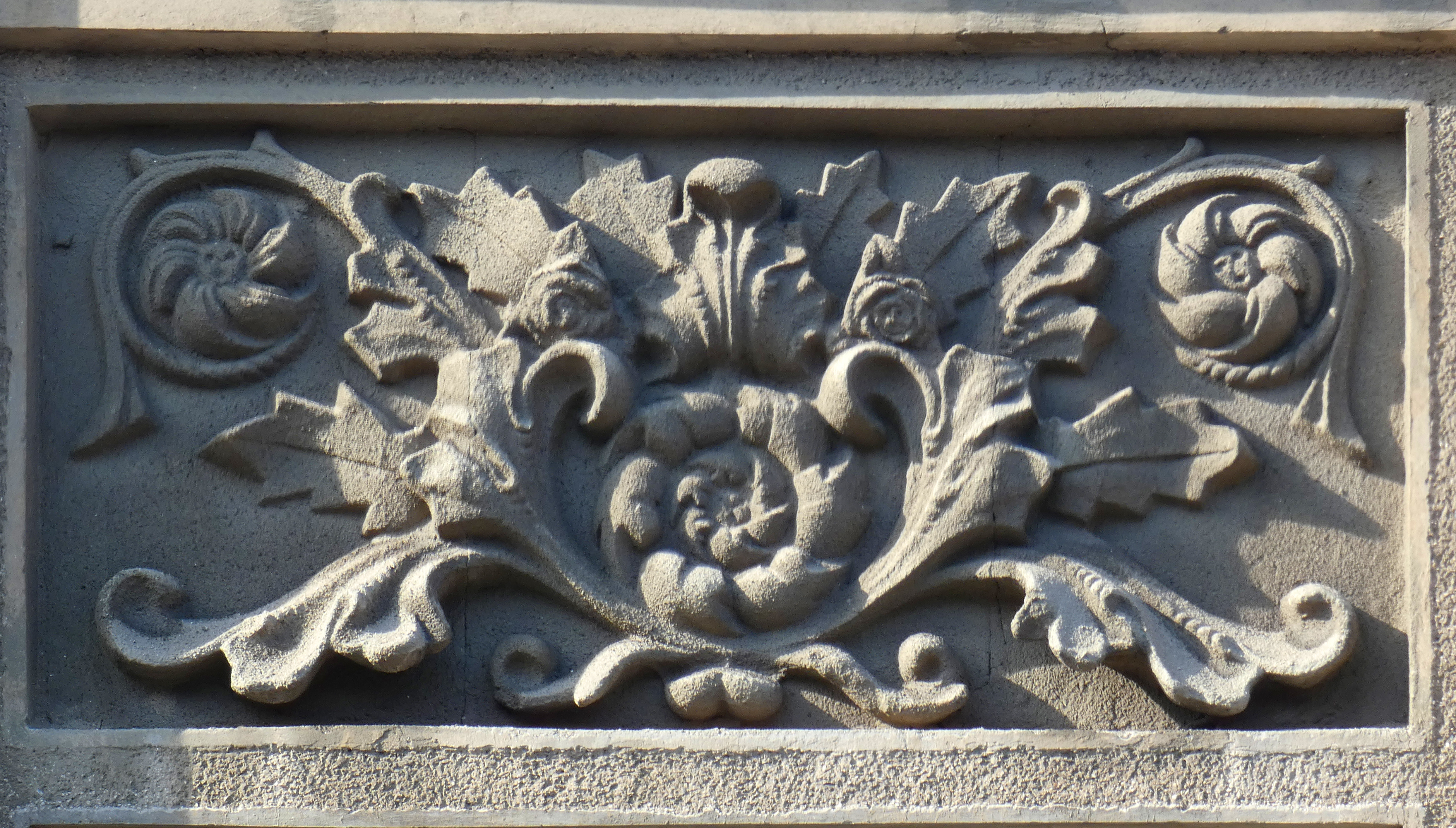
Рослинний орнамент
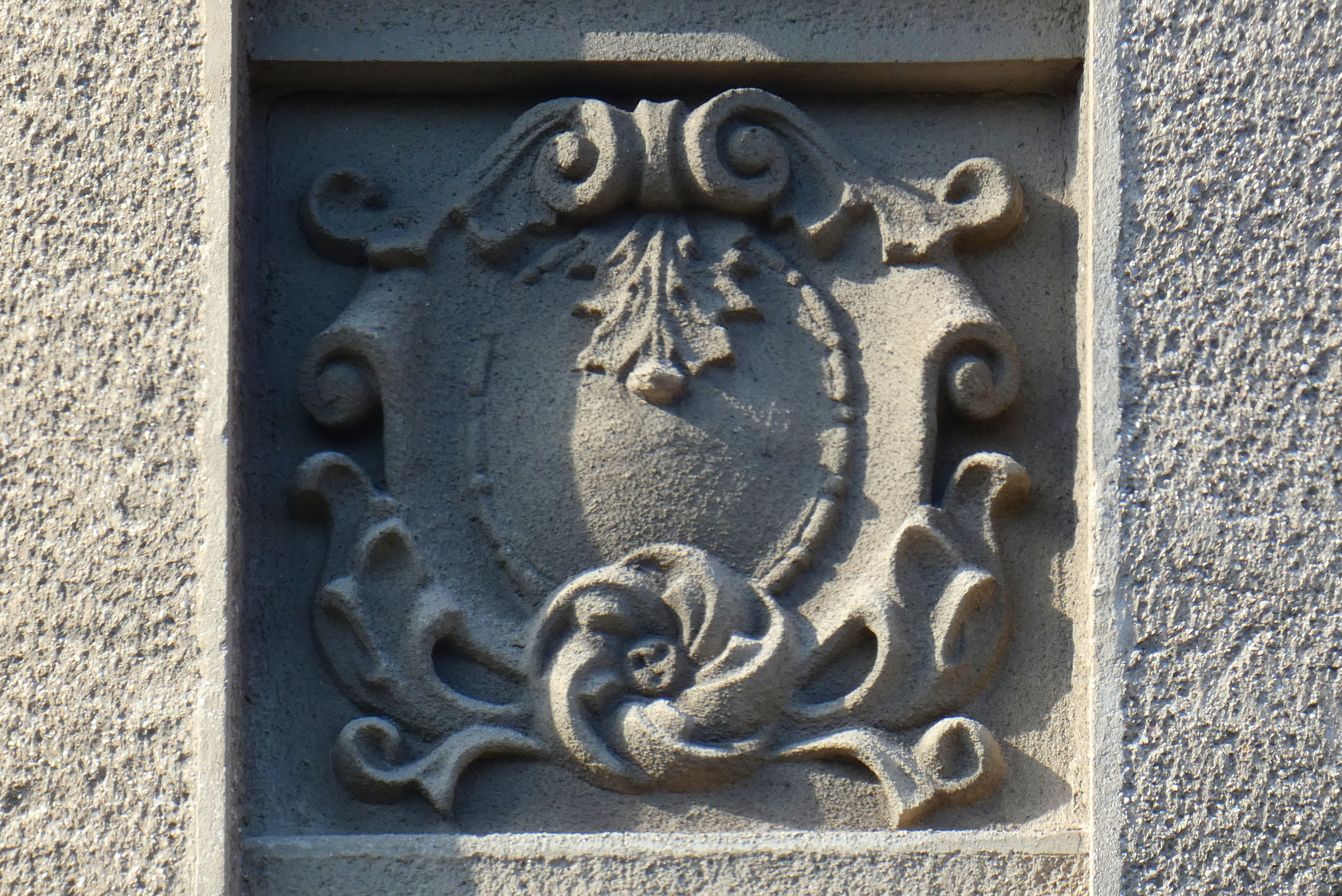
Картуш